# La bella Angèle
La bella Angèle (en francés: La belle Angèle) es un cuadro pintado por Paul Gauguin en el verano de 1889 en Pont-Aven (Bretaña), donde retrató a Madame Satre. Se conoce por la referencia n.º 315 del catálogo de Wildenstein.

## Historia
Marie-Angélique Satre (1868-1932) era la hija de Yves Cannevet, propietario de un café en Pont-Aven, y la mujer de Frédéric-Joseph Satre, futuro alcalde del pueblo. Tenía la fama de ser una de las mujeres más bellas de la comarca. En gratitud por darle crédito, Gauguin decidió regalarle un retrato. Años más tarde, en 1920, Madame Satre en relató las circunstancias:

Gauguin era muy dulce y bien miserable [...]. Siempre decía a mi marido que quería hacer mi retrato, de modo que un día, lo empezó [...] Pero cuando me lo mostró, le dije: "Qué horror!" y que ya se le podía llevar [...]. Gauguin se quedó muy triste y decía, todo decepcionado, que nunca había conseguido un retrato tan bueno como este.

Gauguin infringe las reglas tradicionales de la perspectiva y de la composición espacial. Siguiendo el estilo de las estampas japonesas, recorta el retrato con un círculo sobre un fondo decorativo, haciendo un juego de planos interpuestos. El traje tradicional de gala de la joven, el posado rígido y la inscripción en mayúsculas LA BELLE ANGÈLE, intensifican el aspecto solemne. A la izquierda representa una cerámica del Perú, lugar donde tenía raíces familiares y había pasado la infancia.
Theo van Gogh, el hermano de Vincent van Gogh y marchante de Gauguin, apreció el cuadro y lo describe en una carta a su hermano:

La expresión de la cara y la actitud están muy bien. La mujer es un poco como una ternera, pero tiene algo de frescura, y también algo de rústica, que es muy agradable de ver.

Tras el rechazo de la familia Satre, fue comprado por Edgar Degas, por 450 francos, en la subasta del Hôtel Drouot de 1891. Posteriormente, en 1918, fue adquirido por Ambroise Vollard por 3.200 francos, y dado al estado francés en 1927.
Actualmente, en Pont-Aven hay una calle dedicada al cuadro: Rue de la Belle Angèle.